# اضطراب بولي
الاضطرابات البولية (بالإنجليزية: Paruresis) ‏تلفظ /ˌpɑrəˈri:sɪs/ [بحاجة لمصدر] هي نوع من الخوف الذي يعاني فيه المريض عدم القدرة علي التبول في وجود الاخرين (حقيقة أو تخيلا)، في المراحيض العامة مثلا. وهي بصورة عامة تصيب الذكور، رغم أن هناك أناث يعانين أيضا من تلك الاضطرابات البولية. تسمى الحالة المماثلة في الوظيفة ومختلفة في المنشأ التي تؤثر على حركة الأمعاء (حركة التغوط) بالاضطراب البولي.

## الآثار
يعاني الكثير من الناس من بعض الصعوبات في التبول في الحالات التي يكون فيها أشخاص آخرين عن قرب. وومع ذلك، فاضطرابات التبول تذهب الي أبعد من حد الخجل والاحراج البسيط أو الخوف من التعرض أو الخوف من الحكم بعدم القدرة على التبول. قد يجد بعض الناس أنهم غير قادين على التبول أثناء وجودهم في عربات متحركة أو عندما يركزون اهتمامهم على صوت تبولهم في حمامات هادئة أو في تجهيزات سكنية. وفي الحالات الشديدة لايستطيع الشخص الذي يعاني من اضطراب البول أن يتبول الا عندما يكون وحده في المنزل أو من خلال عملية قسطرة.
رغم أن معظم الذين يعانون من ذلك ذكروا أن الحالة قد تطورت لديهم منذ سنوات المراهقة، لكن يمكن للاضطرابات البولية أن تصيب الإنسان في أي سن. وأيضا بسبب اختلاف مستويات الخطورة من شخص إلى آخر، قد تحدث هذه المشكلة لبعض الناس، للمرة الأولى عندما يغلقون علي أنفسهم لإنتاج عينة بول للاختبار. وقد لا تدرك العديد من النساء أنهن أيضا عرضة للاضطرابات البولية ولغيرها من اختلالات التبول. تؤكد بعض المقالات عن النساء بعض الاختلالات الأخرى مثل سلس البول أو كثرة التبول.
يتحمل بعض الناس عمدا عدم امتلاء مثانتهم من خلال الامتناع عن شرب السوائل، أو بتحديد موقع حمامات عامة غير مزدحمة أو فردية.
ويمكن أن تحدث الحالات الشديدة لهذا الاضطراب اثار تقييدية حادة للغاية على حياة الشخص. وفي الحالات المتوسطة والشديدة يكون من الصعب التغلب على الاضطرابات البولية من دون مساعدة من المعالج النفسي أو من جماعات الدعم. هؤلاء الذين يعانون من اضطرابات بوليه شديده لا يكونون على استعداد للسفر بعيدا عن وطنهم ولا يكونون قادين على تكوين علاقات حميمة، في حين لا يستطيع البعض التبول حتى في منازلهم، إذا كان من الممكن سماع شخص آخر قد يكون متواجدا عن قرب.
ويمكن أن تسبب بعض الأدوية صعوبة في التبول، مثل المواد الافيونية كالهيروين والهيدروكودون أو المواد الأفيونية الاصطناعية مثل الميثادون على وجه الخصوص التي تختلف في شدتها من شخص لآخر. ويجد العديد من المستخدمين ومتعاطي هذه المواد أنفسهم يعانون من الاضطرابات البولية. هذا هو تأثير الجانب المادي الجزئي لهذه المواد، ولكن غالبا ما تكون هناك أعراض نفسية أخرى، ذات صلة مباشرة «بالخجل» وما إلى ذلك، مثل الاضطرابات البولية، في حين أن مخدرات مثل الهيروين يمكن أن تجعل من المستحيل التبول كثيرا أو قليلا، نعم، قد يختلف التأثير، وكثيرا ما تتشابه التأثيرات مباشرة مع الاضطرابات البولية «العادية»، مثال، قد يجد المتعاطي من المستحيل عليه التبول على الإطلاق، أو قد يستطيع / تستطيع التبول عند ما يكونون وحدهم، ويبدو أن البوبرينورفين (مثل بديل الدواء المنوم السبوكسون) يختلف قليلا عن المواد الأفيونية «العادية» حيث أنه يسبب أعراضا تبدو متطابقة تماما مع الاضطرابات البوليه، مع صعوبة ذات صلة مباشرة بالعوامل النفسية. وبالمقارنة، يمكن ببساطة أن تسبب المواد الأفيونية صعوبة كبيرة، بغض النظر ما إذا كان وجود الآخرين (حقيقة أو وهما). قد يجد العديد من مستخدمي السبوكسون قدرا كبيرا من الصعوبة إذا عرفوا أو شعروا أن بإمكان الاخرين أن يروهم أو يسمعوهم عندما يتبولون، ويمكن أن يسبب ذلك صعوبات، حيث أن السبوكسون (المستخدم في برامج الوقاية من تعاطي المخدرات)، يتطلب غالبا من المرضي تقديم عينات من البول، وقد يكون ذلك أمرا بالغ الصعوبة للكثير من المرضى. بعض مستخدمي السبوكسون لم يمر بمثل هذه التجربة أبدا، في حين أن البعض الآخر قد جربها بشكل متقطع. يمكن أن يؤثر السبوكسون على المرضى حتى وان لم تكن هناك مشاكل اضطرابات بوليه قبل بداية العلاج. من غير الواضح ماهية الآليات التي تسبب ذلك. وبالتأكيد هي أمر نفسي في الطبيعة، حيث من الممكن أن يجربه الشخص عندما يكون وحده، أو قد لا يجد صعوبة بشكل غير متوقع حتى عند وجود الآخرين عن قرب. ويجد الكثير من المستخدمين أن المياه الجارية أو أي أصوات أخرى «للتستر» علي صوت التبول أمر ضروري، ولكن بمجرد بدء تدفق البول فإنه يستمر عادة في التدفق حتى الانتهاء. ومن غير الواضح لماذا تتسبب مادة كيميائية في مثل رد الفعل النفسي هذا، حيث يتوقع المرء من الادوية أن تؤثر على المستخدمين جسديا، لا أن تسبب اضطرابات لها علاقة بالقلق. ويمكن إدراج هذا في «الآثار الجانبية» للدواء كامر فرادي في حين ان بعض الصيدليات تشمله في قائمة الأعراض الممكنه الحدوث بينما يهمله البعض الآخر.

## أصل تسمية المصطلح
نحت مصطلح الاضطرابات البوليه وليامز وديجنهارت (1954) في ورقتهم: الاضطرابات البوليه Paruresis : دراسة استقصائية عن اضطراب التبول" في مجلة علم النفس العام 51 :19: 29 حيث استطلعوا عدد 1,419 من طلاب الجامعات ووجدوا أن 14,4% منهم قد تعرضوا للاضطرابات البوليه، سواء بالمصادفة أو بشكل مستمر.

### الأسماء الأخرى
تعرف الاضطرابات البوليه Paruresis بمصطلحات عامية كثيرة، من بينها، محتشم المثانة ومحتشم الكلى ورهبة المسرح ورهبة البول ورهاب التبول والخجل من التبول، ومتلازمة العامة ومتلازمة المثانة الخجولة وانسداد الهواء. وتعرف أيضا باحتباس البول النفسي.

## الاعتراف العام
هناك ادراك واعتراف متزايد لهذه الحالة من قبل الخدمات الصحية بالمملكة المتحدة (مؤسسة الصحة العامة) ومن الحكومة. وقد تم الاعتراف بها في القواعد الإلزامية لاختبار البول للكشف عن المخدرات في سجون المملكة المتحدة، كما تعترف بها أيضا محاكم إعانة العجز، وأدرجت في النظام الصحي الوطني على موسوعة الإنترنت للحالات المرضية والاضطرابات. {4} وذكر أن ذلك قد تم قبوله الآن باعتبارها سببا وجيها للاستثناء من الخدمة في هيئات المحلفين. {5} وابتداء من 1 أغسطس 2005، تشير موجهات القواعد المتعلقة بالموظفين تحت الفترة التجريبية في المملكة المتحدة صراحة الي الاضطرابات البوليه، باعتبارها سببا وجيها لعدم القدرة على إنتاج عينه حيث لا يمكن تفسير ذلك بأنه رفض منهم.
وتعترف بهذه الحالة الطبية جمعية المسالك البولية الأمريكية التي تدرجها في دليل الحالات المرضية على خط الإنترنت. {6}
وقد كانت الاضطرابات البوليه، من وقت لآخر، موضوع أصحاب المشورة والنصيحة مثل آن لاندرز الذي يكتب اليه الذين يعانون من أمراض وينصحهم بخصوص مشكلتهم.
صنفت اضطرابات البول في الولايات المتحدة في الدليل التشخيصي والإحصائي للأمراض العقلية (الطبعة الرابعة) كخوف اجتماعي، بوصفه شكلا من أشكال الرهاب الاجتماعي المعروف أيضا بأنه نوع من أنواع القلق الاجتماعي المزمن، رغم أن بعض الأطباء احتج على ذلك.

## السياق وعينات البول

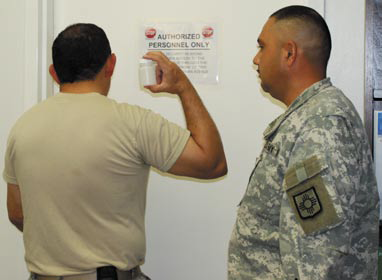
اختبارات البول المرصودة قد تكون مشكلة لهولاء الذين يعانون من اضطراب البول

يمكن أن تكون هناك صعوبات خطيرة مع اختبار الكشف عن المخدرات في مكان العمل، إذا كانوا يصرون على عينات البول، وإذا كان النظام لا يعترف بالحالة المرضية. في المملكة المتحدة للموظفين الحق ان لا يتعرضوا للفصل بشكل غير عادل ولديهم حجة للدفاع عن أنفسهم، ولكن ليس هذا هو الحال في كل مكان.
وهناك أدلة متزايدة تشير إلى أن بعض السلطات التي تجري اختبار المخدرات وجدت أن اضطرابات البول تسبب ازعاجا وأن تنفيذ بعض "اجراءات المثانة الخجولة" التي لا تفيد أكثر من خدمة كلامية للحالة المرضية، حيث لا يوجد دليل على أنه أجريت أي بحوث حقيقية في هذه المسألة. في مكتب الولايات المتحدة للسجون، ينص قانون الأنظمة الاتحادية على أن أي نزيل "يعتبر غير راغبا إذا لم يقدم عينة من البول في غضون فترة زمنية محددة. ويجوز للسجين دحض هذا الافتراض أثناء عملية تأديبة. " وعلى الرغم من أن المحاكم الأمريكية قضت بأن الفشل في معالجة الاضطرابات البولية التي يتم تشخيصها على الوجه الصحيح، قد ينتهك حقوق السجناء الدستورية، إلا أن المحاكم أيضا "ترفض بشكل تلقائي أو على اساس الاشتباه أي محاولات لاقحام فشل اكمال اختبار المخدرات بسبب الاضطرابات البوليه في الدفاع، " لا سيما عندما لا يكون هناك سجل طبي أو شهادة طبيب تدعم هذه المطالب.(11) وتشدد الرابطة الدولية للاضطرابات البولية على أهمية الوثائق الطبية في حالة عدم قدرة الشخص على إنتاج عينة من البول، حيث يفترض بأنه مذنبا في حال عدم وجود أي أدلة." {12} وعرضت بعض السجون استخدام "خلية جافة"—أي خلية مع عدم وجود مراحيض، تحتوي على نفايات السجين—في أماكن اقامة النزلاء الذين يلاحظ أن الاضطرابات البوليه تعوقهم عن توفير عينة البول.
ووضعت الوكالة العالمية لمكافحة المنشطات (WADA)، نظم وقوانين واجراءات لاختبارات المخدرات في الرياضة. وتكشف الاستفسارات التي ترد الي الوكالة العالمية لمكافحة المنشطات أن قوانين المنشطات التي وضعتها الوكالة لا تلبي كل الشروط ويقولون انهم لم تكن لديهم أي تقارير عن مشاكل تخص اضطرابات بولية.

## الوصلات الخارجية
- الرابطة الدولية للاضطرابات البولية
- المملكة المتحدة للاضطرابات البولية (UKPT)
- علاج المثانة الخجولة—التقييم المنظم لعلاج مختلف حالات الاضطرابات البولية.